# 무반주 바이올린을 위한 소나타와 파르티타

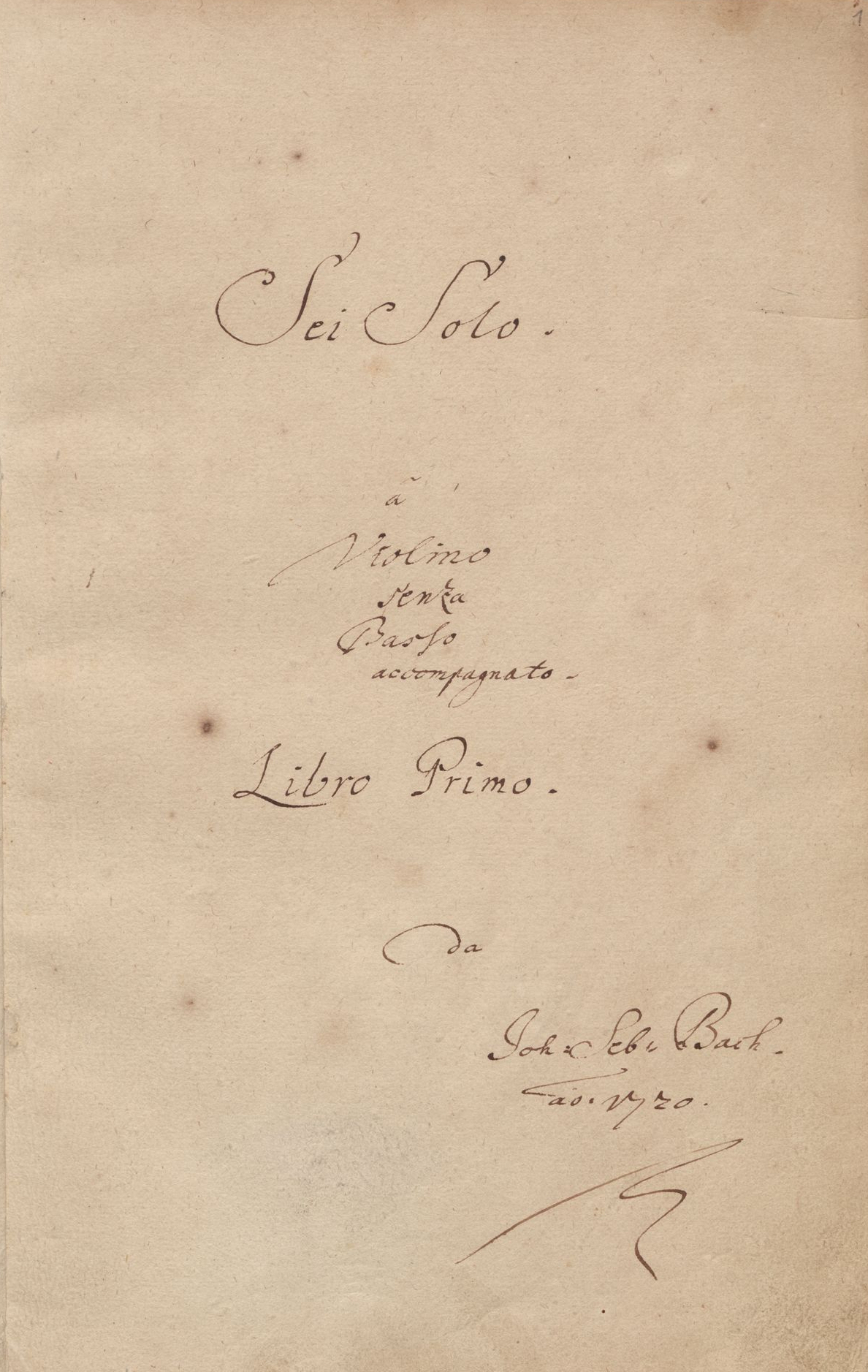
타이틀 페이지

무반주 바이올린을 위한 소나타와 파르티타(Sonatas and Partitas for solo violin, BWV1001-1006)는 요한 제바스티안 바흐에 의해 작곡된 여섯 개의 작품으로, 세 곡의 소나타와 세 곡의 파르티타로 구성되어 있다.
1720년에 작곡되었고 1802년에 니콜라우스 짐로크 출판사에 의해 출판되었다. 그러나 이 곡은 당시에는 연주용 레퍼토리로 쓰였다. 후에 요제프 요아힘가 연주용 레퍼토리로 쓰지 않고, 독주 바이올린 곡으로 쓰기 시작한 이후 바이올리니스트의 실력과 성향을 발산한 수 있는 필수 연습곡 및 연주곡으로 자리 잡았다. 이 곡 덕분에 바이올린의 독주 가능성이 입증되었기에, 20세기 들어서 외젠 이자이, 벨라 바르톡, 파울 힌데미트 등의 무반주 바이올린 작품에 영감을 주기도 했다.
3곡의 소나타와 3곡의 파르티타로 이루어진다. 바이올린의 모든 가능성을 구사하여, 단일 악기의 음악이라고는 생각할 수 없을 정도의 폭넓고 심오한 표현을 보여 준다. 소나타는 느림·빠름·느림·빠름의 4악장으로 이루어져 있고, 파르티타는 춤곡을 중심으로 하는 모음곡이다. 다성부 텍스처를 많이 사용하고, 연주에는 매우 쉬운 기술이 요구된다.

## 악장
- 소나타 1번 사단조 BWV 1001

1. Adagio
2. Fuga (Allegro)
3. Siciliano
4. Presto

- 파르티타 1번 나단조 BWV 1002

1. Allemanda - doubre
2. Corrente - doubre (Penti)
3. Sarabande - double
4. Tempo di bourea - double

- 소나타 2번 가단조 BWV 1003

1. Grave
2. Fuga
3. Andante
4. Allegro

- 파르티타 2번 라단조 BWV 1004

1. Allemnada
2. Courrenre
3. Sarabande
4. Giga
5. Ciaconna

- 소나타 3번 다장조 BWV 1005

1. Adagio
2. Fuga
3. Largo
4. Allegro assai

- 파르티타 3번 마장조 BWV 1006

1. Preliudo
2. Loure
3. Gavotte en Boure
4. Minuetto I
5. Minuetto II
6. Bouree
7. Giga